# Ашкенази, Людвик
Людвик Ашкенази (чеш. Ludvík Aškenazy; 24 февраля 1921[…], Чески-Тешин[…] — 18 марта 1986[…], Больцано, Трентино-Альто-Адидже) — чешский писатель и журналист.

## Биография
Родился в чешско-еврейской семье. В 1939 году, после оккупации Чехословакии учился в Станиславове (тогда Польша) и после присоединения Западной Украины к СССР учился на филолога-слависта во Львовском университете. В начале войны был интернирован и отправлен в Казахстан. Участник Второй мировой войны в составе Чехословацкой бригады Красной Армии; сражался при Соколово. После освобождения Чехословакии жил в Праге, работал журналистом. Автор книг, сценария фильма «Майские звёзды» (1959).
В 1968 году, после ввода войск в Чехословакию, эмигрировал и жил в Мюнхене, а после 1976 года в Больцано.
Зять немецкого писателя Генриха Манна.

## Произведения
Сначала Людвик Ашкенази писал репортажи о коммунистической идеологии и сталинских реформах. В 1955 году имела успех его первая книга «Детские этюды» — рассказы маленького мальчика и его отца. У автора с самого начала была своя, своеобразная, поэтическая, часто меланхоличная, интонация.
Он также был сценаристом, драматургом и автором радиопьес.
Более позднее творчество писателя в эмиграции (сначала на чешском, а затем на немецком) относится преимущественно к сфере детской литературы. В 1977 году за собрание сказок «Wo die Füchse Blockflöte spielen» Ашкенази получил Немецкую государственную премию в области детской литературы (Deutscher Kinderbuchpreis).
Ещё одним достижением стали книги Wo die goldene Schildkröte tanzt и Du bist einmalig. Кроме серии сказок, написанных для радио (в основном для Баварского радио), в Германии написал много радиоигр.
Российский режиссёр Константин Фам снял по мотивам рассказа Людвика Ашкенази «Брут» одноимённый короткометражный фильм (2016), который вошел как вторая киноновелла в военно-историческую драму-трилогию «Свидетели», посвящённую памяти жертв Холокоста.

## Сочинения
- «Чёрная шкатулка» (1964)
- «Собачья жизнь и другие рассказы»[5]

## Фильмография
- Майские звёзды — советско-чехословацкий художественный фильм 1959 года.

Экранизации:
- Ночной гость — психологическая драма 1961 года режиссёра Отакара Вавры, по одноимённой пьесе.
- Крик — фильм 1963 года режиссёра Яромила Йиреша, по мотивам книги «Чёрная шкатулка».

## Переводы на русский
- Ашкенази Л. Бабье лето (Очерки о посещении Нью-Йорка в 1954 г.) / Перевод с чешского В. Петровой и В. Савицкого. — М.: Правда, 1958. — 64 с. — (Библиотека «Огонёк», №3).
- Ашкенази Л. Брут / Авторизованный перевод с чешского Максима Реллиба. — Прага: Артия, 1963. — 152 с.
- Ашкенази Л. Чёрная шкатулка: напевы, баллады, романы / Перевод с чешского Максима Реллиба. — Прага: Артия, 1966. — 184 с.
- Ашкенази Л. Всюду встречались мне люди. Этюды детские и не детские / Перевод с чешского. — М.: Художественная литература, 1967. — 344 с.
- Ашкенази Л. Чёрная шкатулка (зонги, баллады и истории). Перевёл с чешского на русский и английский Александр Лейзерович. Ashkenazy L. A Little Black Casket (songs, ballads, and tales). Translated from Czech into Russian and English by Alexander Leyzerovich. — Sunnyvale, CA: All Digital Club, 2002. — 140 p.
- Из «чёрной шкатулки» Людвика Ашкенази (Вступление и перевод с чешского Александра Лейзеровича) // Заметки по еврейской истории, 2011, № 3 (138).